# Arcidiocesi di Manfredonia-Vieste-San Giovanni Rotondo

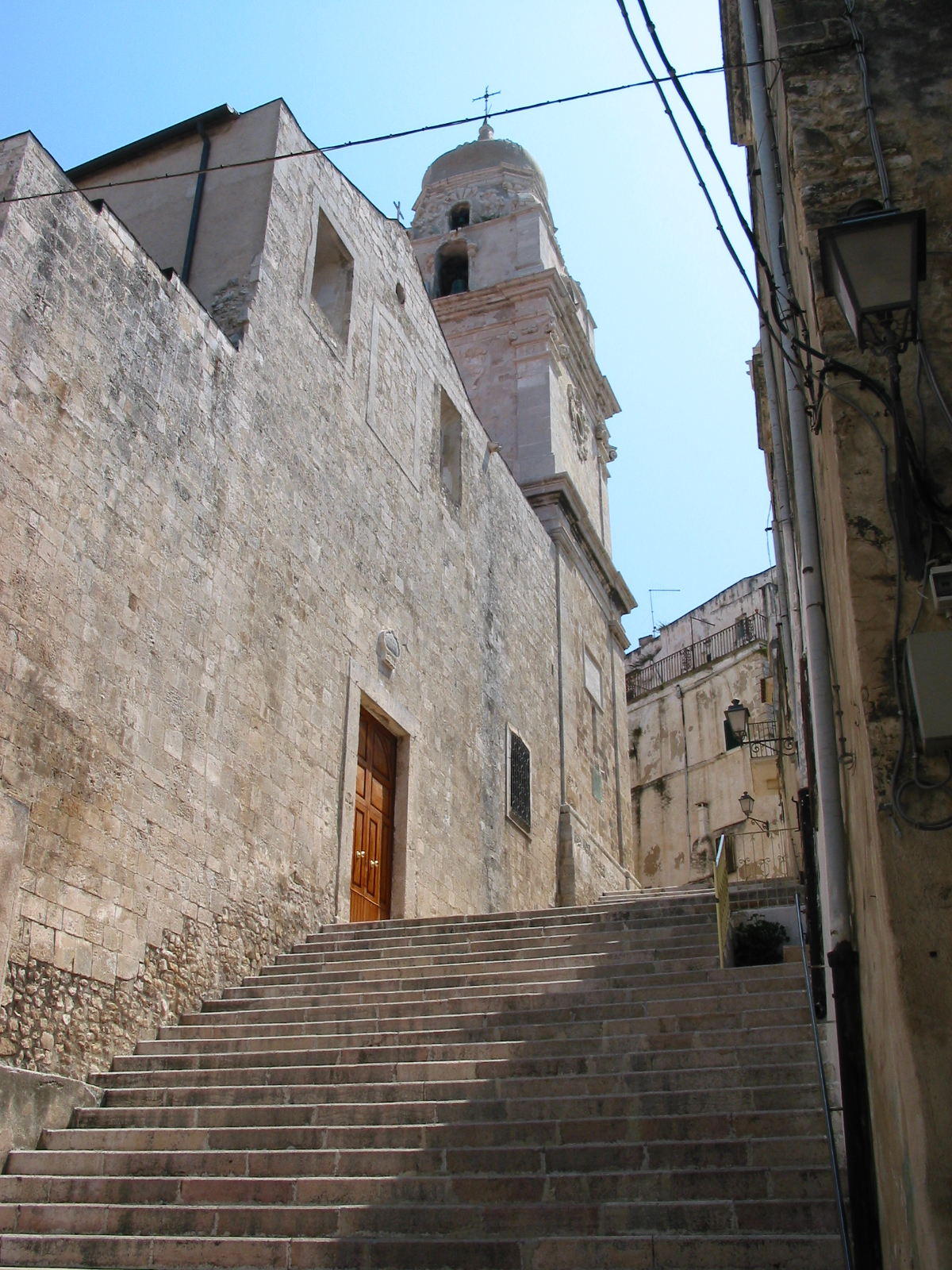
La concattedrale di Santa Maria Assunta di Vieste.

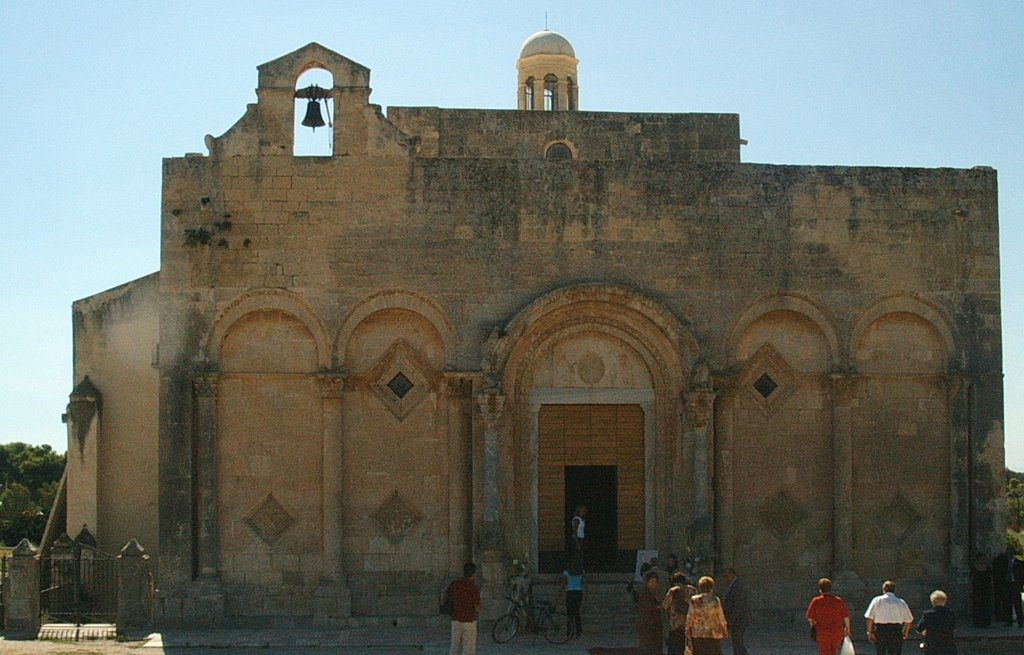
La basilica di Santa Maria Maggiore di Siponto, antica cattedrale dell'arcidiocesi.

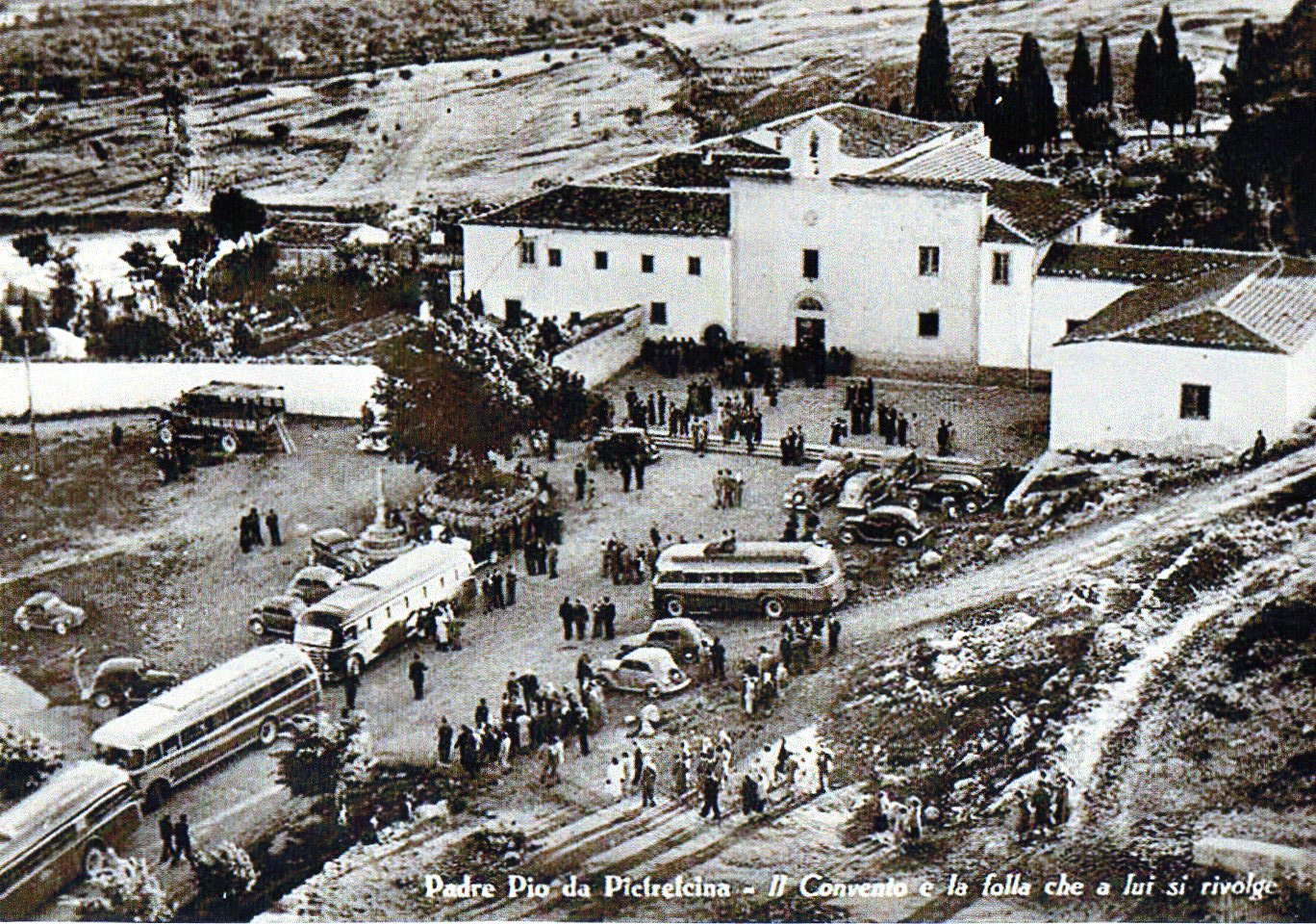
Il convento di Padre Pio a San Giovanni Rotondo in una foto aerea degli Anni '50.

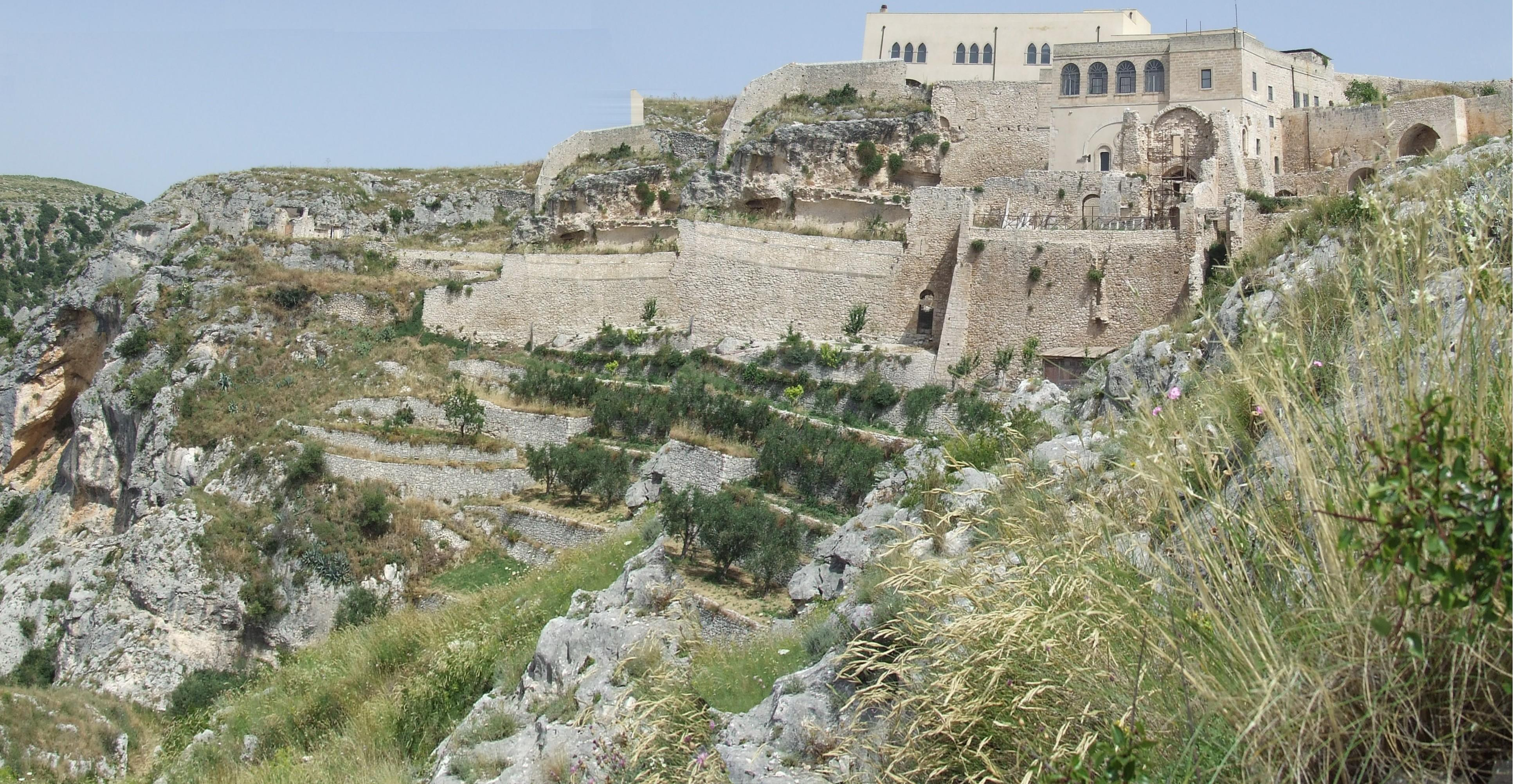
L'abbazia di Santa Maria di Pulsano, fondata da san Giovanni da Matera dopo il 1129, riaperta nel 1997 per interessamento dell'arcivescovo Vincenzo D'Addario, ospita oggi una comunità monastica diocesana birituale, latina e bizantina.

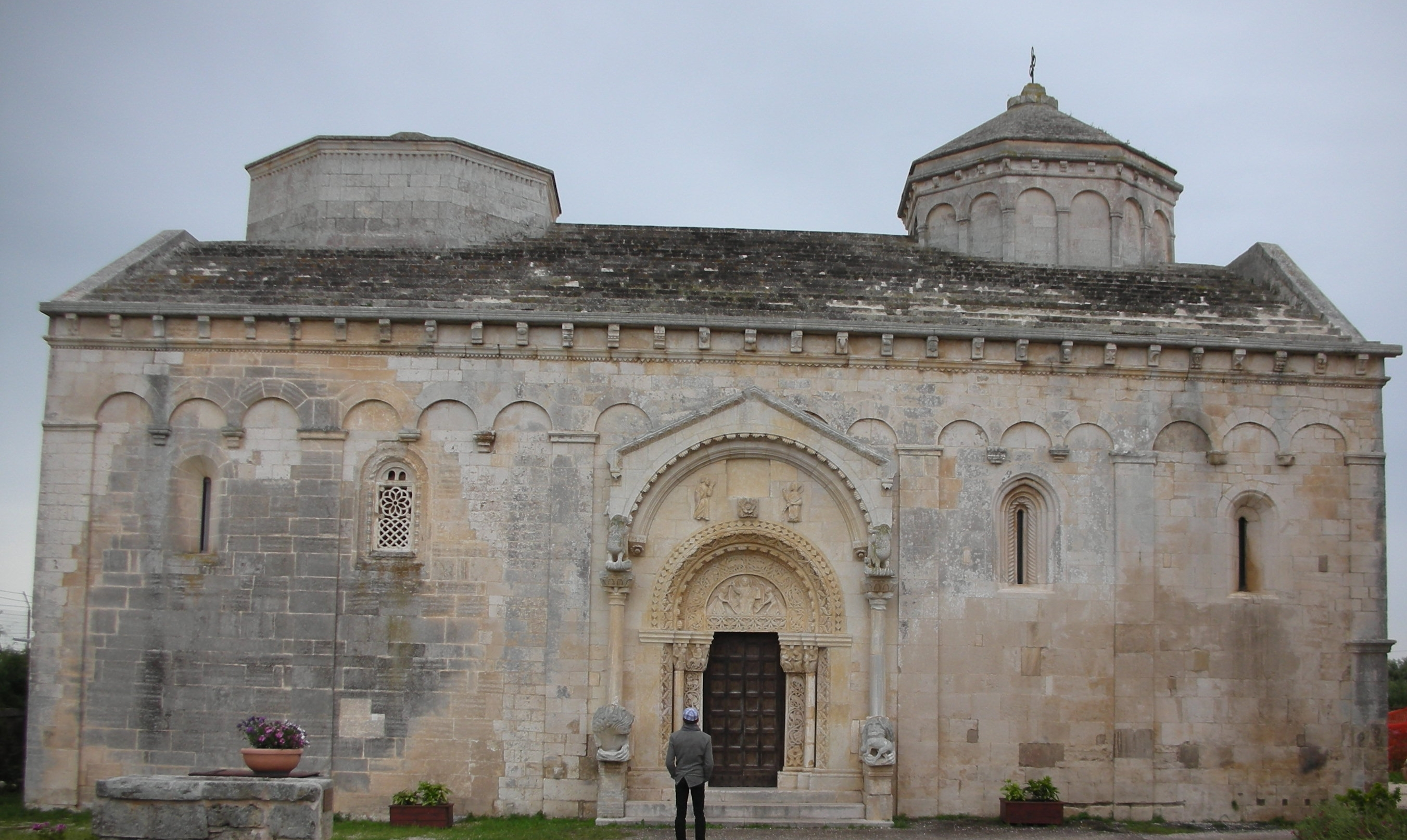
La facciata meridionale della chiesa dell'abbazia di San Leonardo in Lama Volara, nei pressi di Manfredonia, fondata nel XII secolo.

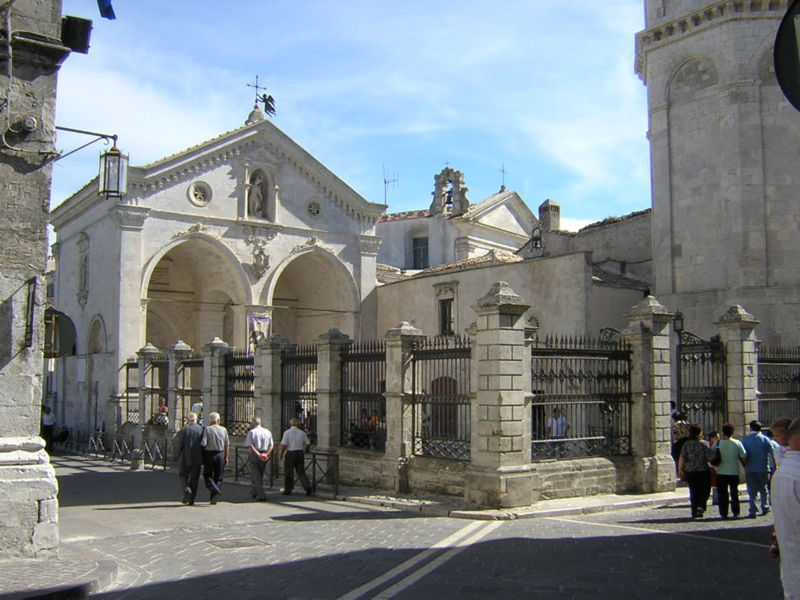
Il santuario di San Michele Arcangelo a Monte Sant'Angelo, iscritto nella lista dei patrimoni dell'umanità dell'UNESCO dal 2011.

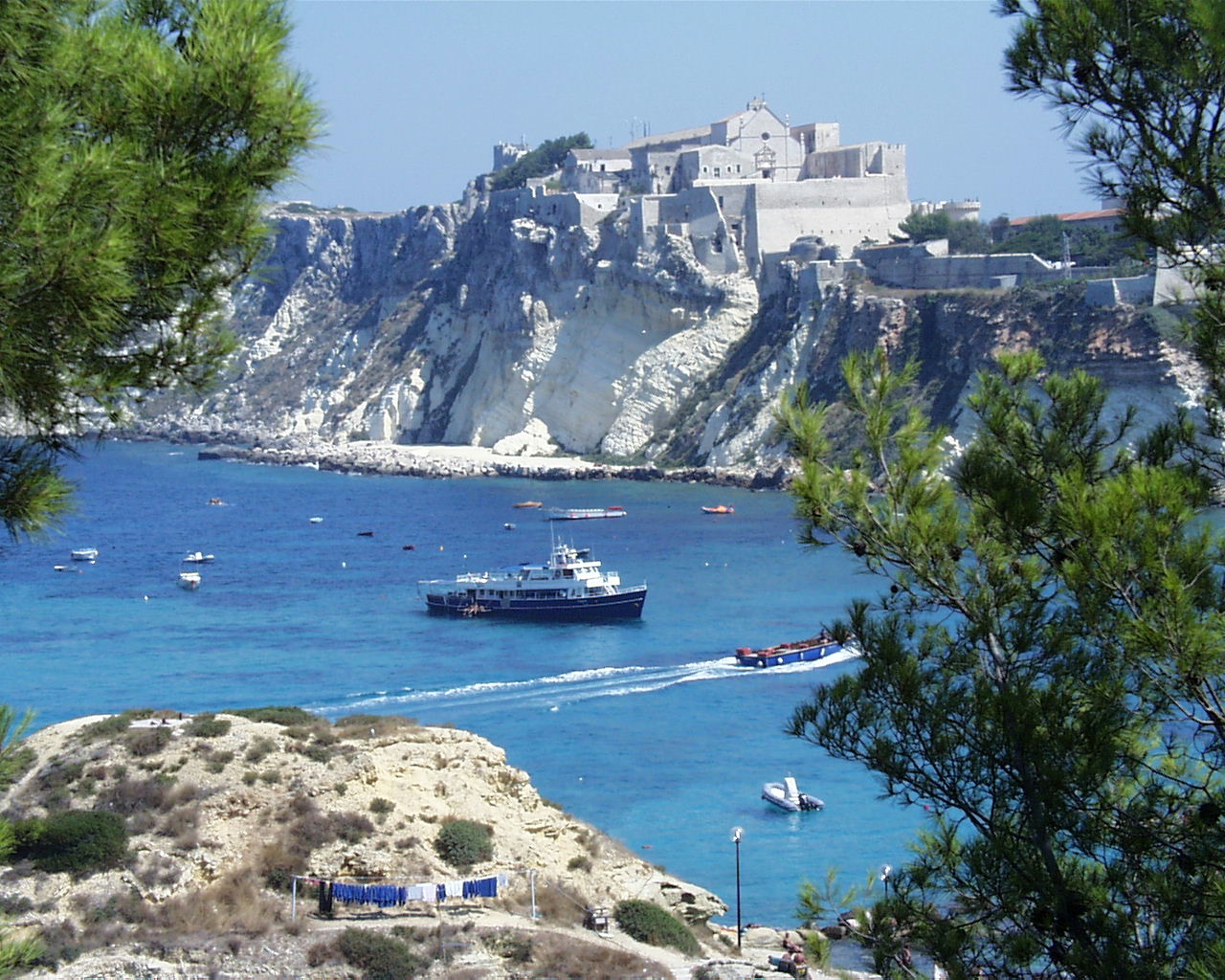
Il complesso abbaziale di Santa Maria a Mare sull'isola di San Nicola nelle Tremiti.

L'arcidiocesi di Manfredonia-Vieste-San Giovanni Rotondo (in latino Archidioecesis Sipontina-Vestana-Sancti Ioannis Rotundi) è una sede della Chiesa cattolica in Italia suffraganea dell'arcidiocesi di Foggia-Bovino appartenente alla regione ecclesiastica Puglia. Nel 2023 contava 144 647 battezzati su 145 137 abitanti. È retta dall'arcivescovo Franco Moscone, C.R.S.

## Patroni, santi e beati dell'arcidiocesi
Patroni dell'arcidiocesi sono:

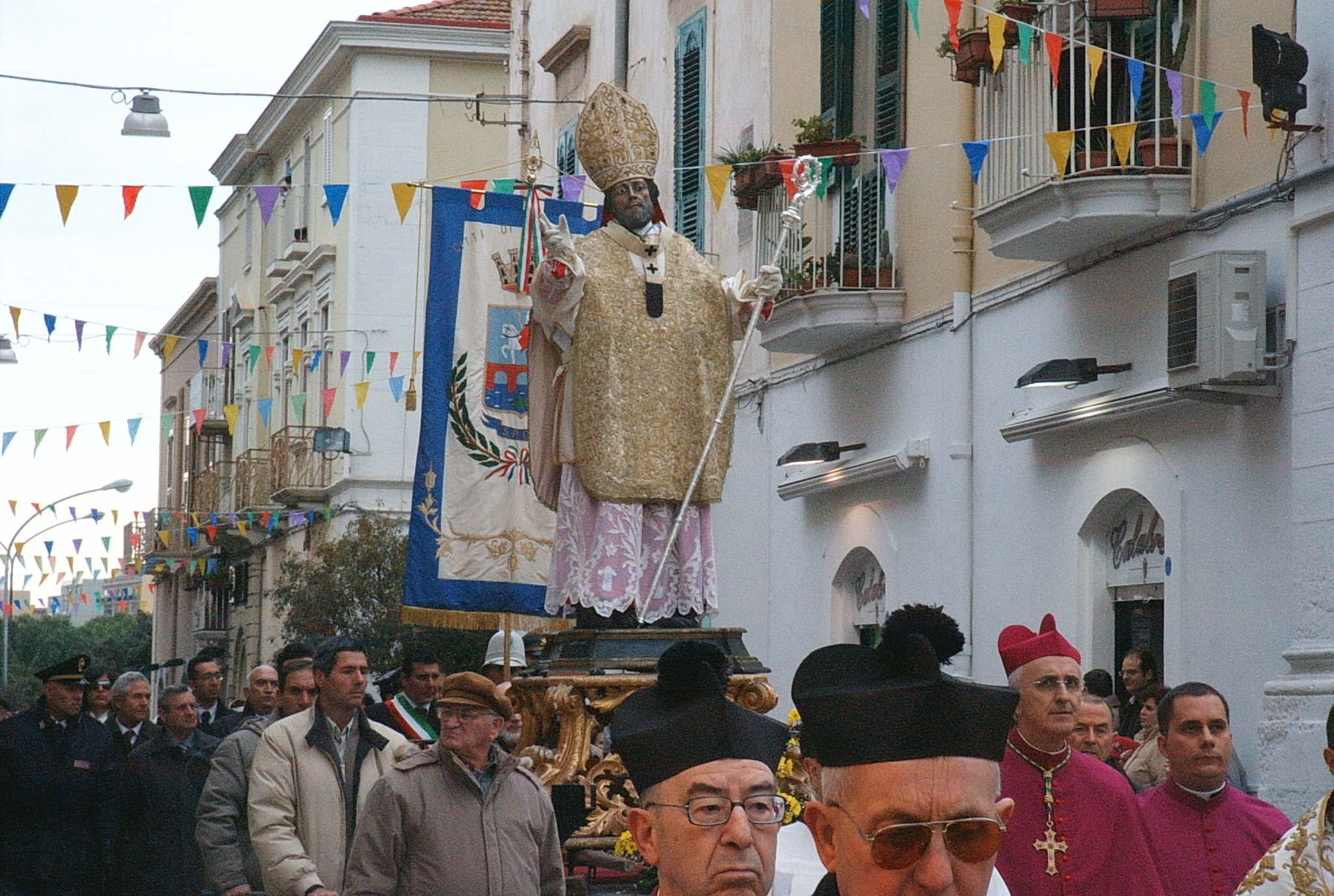
La statua di san Lorenzo Maiorano, portata in processione per le strade di Manfredonia.

- san Lorenzo Maiorano, commemorato il 7 febbraio;
- san Giorgio, commemorato il 23 aprile;
- san Pio da Pietrelcina, commemorato il 23 settembre;

Compatrono è san Michele arcangelo, venerato nel santuario omonimo situato a Monte Sant'Angelo; la ricorrenza liturgica è il 29 settembre.
Nell'arcidiocesi è venerato anche san Giustino di Siponto, vescovo.

## Territorio

### Parrocchie e vicarie
L'arcidiocesi garganica si estende su 1655 km² e comprende 50 parrocchie, raggruppate in 5 vicarie comprendenti i seguenti comuni in provincia di Foggia:
- vicaria foranea di Manfredonia: Manfredonia e le frazioni Siponto, Montagna e Borgo Mezzanone, Mattinata, Zapponeta e Isole Tremiti;
- vicariato episcopale territoriale di Vieste: Vieste;
- vicaria foranea di San Giovanni Rotondo: San Giovanni Rotondo;
- vicaria foranea di Monte Sant'Angelo: Monte Sant'Angelo e la frazione Macchia;
- vicaria foranea del Gargano Nord: Cagnano Varano, Carpino, Ischitella, Peschici, Rodi Garganico, Vico del Gargano con la frazione San Menaio.

### Sede
Sede arcivescovile è la città di Manfredonia, dove si trovano la cattedrale di San Lorenzo Maiorano e l'ex cattedrale di Santa Maria Maggiore di Siponto. A Vieste sorge la concattedrale di Santa Maria Assunta.

### Santuari
Nel territorio dell'arcidiocesi si trovano i seguenti santuari:
- basilica minore e santuario di San Michele Arcangelo a Monte Sant'Angelo;
- basilica minore e santuario di Santa Maria Maggiore a Siponto;
- santuario di Santa Maria di Merino a Vieste;
- santuario della Madonna della Libera a Rodi Garganico;
- santuario di San Pio da Pietrelcina a San Giovanni Rotondo;
- santuario di Santa Maria a Mare nelle Isole Tremiti.

## Storia

### Siponto/Manfredonia
Incerta è l'origine della diocesi di Siponto. Secondo la tradizione, fu lo stesso apostolo san Pietro a fondare la comunità cristiana di Siponto e a consacrare il suo primo vescovo san Giustino; la medesima tradizione riporta un lungo elenco di presunti vescovi sipontini, molti dei quali anonimi, tra II e IV secolo. Tuttavia il primo vescovo storicamente documentato è Felice I, che assistette al concilio romano indetto da papa Ilario nel 465. Tuttavia, «a dispetto del silenzio delle fonti, la comunità cristiana di Siponto doveva essere ben viva ed organizzata già sin dal IV secolo come prova l'esistenza di una basilica paleocristiana a tre navate e alcuni ipogei paleocristiani».
La prima metà del VI secolo è segnata dalla presenza vescovo Lorenzo Maiorano che secondo la tradizione fu il destinatario delle tre apparizioni dell'arcangelo Michele, all'origine del santuario garganico di San Michele Arcangelo. Sul finire del secolo, l'epistolario di Gregorio Magno ci permette di conoscere altri due vescovi sipontini, Felice II e Vitaliano, attestati dal 591 al 599. Un'iscrizione epigrafica, mutila in più parti e databile tra VI e VII secolo, riporta il nome di Stefano e il titolo di episcopus. Ultimo vescovo noto dalle fonti antiche è Rufino, che partecipò al concilio lateranense del 649.
Nel 663 Siponto fu distrutta una prima volta dalle incursioni degli slavi. In seguito a questa distruzione la città fu quasi abbandonata e anche la diocesi fu di fatto soppressa e unita all'arcidiocesi di Benevento; secondo la tradizione, riportata nella vita di san Barbato di Benevento, l'unione sarebbe avvenuta all'epoca di questo vescovo beneventano, nella seconda metà del VII secolo. Tuttavia il primo vescovo di Benevento che riporta entrambi i titoli è Davide II sul finire dell'VIII secolo, come attesta un diploma del 795, dove Davide si definisce vescovo sanctae sedis Beneventanae et Sipontinae ecclesiae.
Siponto riottenne l'indipendenza ecclesiastica all'inizio dell'XI secolo, durante la dominazione bizantina, con il vescovo Leone documentato dal 1023 al 1037, periodo durante il quale la Chiesa sipontina fu elevata da papa Benedetto IX (1032-1044) al rango di Chiesa arcivescovile. Le incertezze politiche del periodo, con il passaggio della Capitanata dai Bizantini ai nuovi dominatori Normanni, rendono difficile seguire le vicende storiche della diocesi sipontina. Alcuni documenti pontifici sembrano confermare che, dopo Leone, per un certo periodo la diocesi fu nuovamente soggetta a Benevento, mentre tuttavia è attestato che Giovanni vescovo di Trani ebbe per un periodo l'amministrazione della Chiesa sipontina, fino a quando fu deposto nel 1059.
Il vero artefice della rinascita di Siponto fu il vescovo benedettino Geraldo, documentato dal 1064 al 1076, il cui pontificato «segna per la chiesa sipontina la totale emancipazione da Benevento, nei riguardi sia dell'autonomia diocesana sia di quella metropolitica». Infatti, nel 1063/1064 papa Alessandro II concesse a Geraldo il titolo di arcivescovo; all'epoca di papa Pasquale II (1099-1118) la Chiesa sipontina fu elevata al rango di sede metropolitana, con la diocesi di Vieste come unica suffraganea.
La decadenza della città di Siponto, diruta da Guglielmo I poco dopo la metà del XII secolo, abbandonata dai suoi abitanti e da ultimo colpita da un terremoto, portò al trasferimento della sede vescovile nella vicina città di Manfredonia, costruita tra il 1256 e il 1263. Tuttavia, nel linguaggio curiale, l'arcidiocesi continuerà a mantenere l'antico titolo ecclesiastico di dioecesis sipontina.
Due vescovi sipontini divennero in seguito papi: Giovanni Maria Ciocchi del Monte, arcivescovo dal 1513 al 1544, diventerà papa Giulio III nel 1550; Vincenzo Maria Orsini, arcivescovo dal 1675 al 1680, diventerà papa Benedetto XIII nel 1724.
Il rito bizantino doveva essere ampiamente diffuso nell'antica diocesi di Siponto. Si mantenne l'uso del rito bizantino all'altare maggiore della cattedrale fino ai tempi del vescovo Domenico Ginnasi (1586-1607) alla fine del XVI secolo.
Nel 1620 la cattedrale di Manfredonia fu distrutta dai turchi e successivamente ricostruita durante l'episcopato di Antonio Marullo. Si deve al vescovo Domenico Ginnasi la costruzione del seminario diocesano nel 1598.
Dal 1818, con la bolla De utiliori di papa Pio VII, gli arcivescovi sipontini divennero anche amministratori perpetui della diocesi di Vieste.
Il 25 giugno 1855 il territorio dell'ex abbazia nullius di San Giovanni, nel comune di San Marco in Lamis, fu ceduto per la concomitante erezione della diocesi di Foggia.

### Vieste
Incerta è l'origine della diocesi di Vieste, che risale all'epoca della dominazione bizantina. Il primo vescovo conosciuto è Alfano, documentato nel 1019 grazie a una pergamena dell'abbazia di Santa Maria delle Tremiti, datata nel ventiseiesimo anno di episcopato di Alfano, che dunque divenne vescovo di Vieste all'incirca nell'anno 994. Il vescovo è ancora menzionato in pergamene del 1031 e del 1035.
Non si hanno più notizie della diocesi e dei vescovi di Vieste per oltre un secolo, durante il quale la regione passò sotto la dominazione dei Normanni. Il successivo vescovo documentato dalle fonti coeve è Marando (o Maraldo), che un'altra pergamena dell'abbazia tremitese attesta nel 1158, e che venne deposto da papa Alessandro III per simonia. Il vescovo Simeone prese parte al concilio lateranense del 1179.
Fin dall'epoca di papa Pasquale II (1099-1118) è attestata la dipendenza della diocesi di Vieste dalla provincia ecclesiastica dell'arcidiocesi di Siponto, di cui era l'unica diocesi suffraganea.
La diocesi era molto piccola, comprendendo il solo territorio di Vieste, ed era poverissima di rendite, che nel XVI secolo ammontavano a meno di 300 ducati l'anno, cosa che la dispensava da qualsiasi tipo di imposizione fiscale. Per questa sua particolare situazione, la diocesi vide l'avvicendarsi di molti vescovi, in particolare nel Cinquecento, con 15 vescovi che per lo più non misero mai piede a Vieste, prefigurando una permanente instabilità nel governo pastorale. La maggior parte di questi vescovi provenivano dagli ambienti curiali romani; tra questi bisogna ricordare Ugo Boncompagni, futuro papa Gregorio XIII, che governò la diocesi dal 1558 al 1565 e presenziò al concilio di Trento.
La cattedrale di Vieste, risalente al X secolo, fu restaurata una prima volta nel XIII secolo all'epoca di Federico II; rimaneggiata in più occasioni a causa di frequenti terremoti, fu ricostruita nel Settecento all'epoca dei vescovi Nicola Cimaglia e Giuseppe Maruca.
In seguito al concordato tra la Santa Sede e il Regno delle Due Sicilie, con la bolla De utiliori di papa Pio VII del 27 giugno 1818 la diocesi di Vieste fu data in amministrazione perpetua agli arcivescovi di Manfredonia. Ai canonici della cattedrale di Vieste fu concesso di eleggere un proprio vicario capitolare ad ogni nuovo arcivescovo amministratore.

### L'odierna arcidiocesi
Il 29 settembre 1933 l'arcidiocesi di Manfredonia e la diocesi di Vieste entrarono a far parte della regione ecclesiastica beneventana in forza del decreto Iam pridem della Congregazione Concistoriale. Questo status fu mantenuto fino al 1976, quando le diocesi della Capitanata furono annesse alla regione ecclesiastica Puglia.
Nel 1938 le isole Tremiti furono scorporate dalla diocesi di Larino e annesse alla diocesi sipontina.
Dal 1916 il monastero di Santa Maria delle Grazie a San Giovanni Rotondo accolse san padre Pio da Pietrelcina, che risiedette nel convento garganico fino alla sua morte nel 1968.
Il 30 aprile 1979 l'arcidiocesi di Manfredonia perse la dignità metropolitica, pur mantenendo il titolo arcivescovile, ed entrò a far parte, insieme con la diocesi di Vieste, della provincia ecclesiastica dell'arcidiocesi di Foggia.
Il 30 settembre 1986 con il decreto Instantibus votis della Congregazione per i vescovi le due diocesi furono unite plena unione e la nuova circoscrizione ecclesiastica ha assunto il nome di arcidiocesi di Manfredona-Vieste. Contestualmente il comune di Rignano Garganico è stato ceduto alla diocesi di San Severo.
Il 10 dicembre 2002 con il decreto Sanctum Pium della Congregazione per i Vescovi la denominazione dell'arcidiocesi è stata modificata con l'aggiunta del titolo di San Giovanni Rotondo. Il 4 maggio successivo, con la lettera apostolica Effigies viva, papa Giovanni Paolo II ha confermato San Pio da Pietrelcina patrono dell'arcidiocesi.

## Cronotassi dei vescovi
Si omettono i periodi di sede vacante non superiori ai 2 anni o non storicamente accertati.

### Vescovi di Siponto
- San Giustino ? † (circa 44)
- Anonimo ? † (circa 132)
- Anonimo ? † (circa 138)
- Anonimo ? † (? - circa 194 deceduto)
- San Marcellino ? †
- San Giuliano ? †
- San Leone I ? † (circa 256 - circa 293 deceduto)
- Sant'Eusanio ? † (circa 296 - 9 luglio 300 deceduto)
- Anonimo ? † (301)
- Anonimo ? † (circa 333)
- Anonimo ? † (circa 385)
- Aurelio ? †
- Simplicio ? †
- San Teodoro ? †
- San Felice I † (menzionato nel 465)[19]
- San Lorenzo Maiorano † (prima metà del VI secolo)[20]
- Felice II † (prima del 591 - dopo il 593)[21]
- Vitaliano † (prima del 597 - dopo il 599)[22]
- Stefano † (VI/VII secolo)[23][24]
- Rufino † (menzionato nel 649)
  - Sede unita a Benevento (VII-XI secolo)
- Leone II † (prima del 1023 - dopo il 1037)[25]
  - Giovanni di Trani † (? - 1059 deposto) (amministratore apostolico)[26][27][28]
- Guisardo † (menzionato nel 1062)[29]
- Gerardo I, O.S.B. † (prima di maggio 1064 - 6 febbraio dopo il 1076 deceduto)[30]
- Omobono † (prima del 1087 - dopo il 1097)
- Alberto, O.S.B. † (ottobre 1100 - 13 gennaio 1116 deceduto)[31]
- Gregorio I, O.S.B. † (1116 - 21 settembre 1117 deceduto)[32]
- Guglielmo I † (1118 - dopo il 1124)[33]
- Giovanni I † (prima del 1129 - dopo il 1132)[33]
- Gaudino † (menzionato nel 1136)[33][34]
- Guglielmo II † (prima del 1143 - dopo il 1147)[33]
- Goffredo † (prima del 1158 - prima del 1168/1169 deceduto)[35]
- Gerardo II di Verona † (1170 - dopo il 1179)[36]
- Giovanni II † (menzionato il 10 aprile 1195)[37]
- Ugone di Troia † (prima dell'11 luglio 1195 - dopo maggio 1210)[37]
- Anonimo † (menzionato come vescovo eletto nel 1215 e nel 1216)[37]

### Arcivescovi di Manfredonia
- Ruggero di Anglona † (prima del 1219 - dopo agosto 1256)[37]
- Giacomo Falconario † (prima di giugno 1259 - dopo il 1269)[37][38]
- Giovanni Freccia † (prima di marzo 1277 - circa 1290 deceduto)[37]
- Andrea De China † (5 dicembre 1291 - 1301 deceduto)
- Gregorio de Montelongo † (1º settembre 1301 - gennaio 1302 deceduto)
- Leonardo Mancini † (9 febbraio 1302 - 1326 deceduto)
- Matteo Orsini, O.P. † (15 giugno 1327 - 18 dicembre 1327 dimesso)
- Bartolomeo † (11 gennaio 1328 - 1330 deceduto)
- Sasso Giudici Leoni † (1º ottobre 1330 - 1343 deceduto)
- Pietro Gallo, O.F.M. † (9 febbraio 1343 - ? deceduto)
- Francesco Crispo, O.E.S.A. † (1º giugno 1351 - ? deceduto)
- Marino, † (16 novembre 1354 - ? deceduto)
- Feo † (8 novembre 1361 - ? deceduto)
- Pietro, O.Carm. † (29 ottobre 1375 - dopo il 1378 deposto)
- Giovanni III † (1382 - 1386 deposto)
- Giovanni IV † (1386 - 1397 dimesso)
- Niccolò Sacchi, O.P. † (27 febbraio 1398 - 26 luglio 1402 nominato arcivescovo di Ragusa)
- Niccolò de Hortis † (26 luglio 1402 - 1407 deposto)
- Lorenzo II † (7 maggio 1410 - ? deceduto)
  - Paolo di Segni † (17 dicembre 1414 - 12 giugno 1419 nominato vescovo di Gerace) (antivescovo)
- Mattia Foschi † (4 giugno 1436 - 10 marzo 1438 nominato vescovo di Rieti)
- Angelo Capranica † (17 marzo 1438 - 5 maggio 1447 nominato vescovo di Ascoli Piceno)
  - Basilio Bessarione † (5 maggio 1447 - 28 marzo 1449 nominato amministratore apostolico di Mazara del Vallo) (amministratore apostolico)
- Giovanni Burgio † (7 aprile 1449 - ottobre 1458 nominato vescovo di Mazara del Vallo)
- Niccolò Perotti † (19 ottobre 1458 - 14 dicembre 1480 deceduto)
- Tiberio Nardini † (12 gennaio 1481 - 1498 deceduto)
- Agapito Geraldino † (4 maggio 1500 - 1506 deceduto)
- Antonio Maria Ciocchi del Monte † (6 febbraio 1506 - 30 maggio 1511 nominato vescovo di Pavia)
- Giovanni Maria Ciocchi del Monte † (18 marzo 1513 - 25 giugno 1544 dimesso, poi eletto papa con il nome di Giulio III)
- Giovanni Ricci † (25 giugno 1544 - 20 febbraio 1545 nominato arcivescovo, titolo personale, di Chiusi)
- Giovanni Andrea Mercurio † (20 febbraio 1545 - 30 maggio 1550 nominato arcivescovo di Messina)
- Sebastiano Antonio Pighini † (30 maggio 1550 - 11 dicembre 1553 nominato amministratore apostolico di Adria)
- Dionisio de Robertis, O.S.M. † (30 marzo 1554 - 1560 deceduto)
- Bartolomé de la Cueva y Toledo † (13 settembre 1560 - 29 giugno 1562 deceduto)
- Tolomeo Gallio † (6 luglio 1562 - 1573 dimesso)
- Giuseppe Sappi † (8 aprile 1573 - 1586 deceduto)
- Domenico Ginnasi † (17 dicembre 1586 - 5 novembre 1607 dimesso)
- Annibale Serugo De Gimnasiis † (5 novembre 1607 - 6 gennaio 1622 deceduto)
- Giovanni Severini † (14 marzo 1622 - 20 dicembre 1622 deceduto)
- Bernardino Buratto † (9 gennaio 1623 - 11 aprile 1628 deceduto)
- Annibale Andrea Caracciolo † (29 maggio 1628 - dicembre 1629 deceduto)
- Orazio Annibale della Molara † (18 febbraio 1630 - 7 maggio 1643 deceduto)
- Antonio Marullo, S.I. † (31 agosto 1643 - 18 dicembre 1648 deceduto)
- Paolo Teutonico † (12 aprile 1649 - 23 novembre 1651 deceduto)
- Giovanni Alfonso Puccinelli, C.R.L. † (13 maggio 1652 - 19 ottobre 1658 deceduto)
- Benedetto Cappelletti † (22 settembre 1659 - 27 gennaio 1675 dimesso)
- Vincenzo Maria Orsini de Gravina, O.P. † (28 gennaio 1675 - 22 gennaio 1680 nominato arcivescovo, titolo personale, di Cesena, poi eletto papa con il nome di Benedetto XIII)
- Tiberio Muscettola, C.O. † (13 maggio 1680 - 25 febbraio 1708 deceduto)
- Giovanni De Lerma † (12 marzo 1708 - 14 marzo 1725 dimesso)
- Marcantonio De Marco † (21 marzo 1725 - aprile 1742 deceduto)
- Francesco Rivera † (25 maggio 1742 - 25 gennaio 1777 deceduto)
- Tommaso Maria Francone, C.R. † (23 giugno 1777 - 25 maggio 1799 deceduto)
  - Sede vacante (1799-1804)
- Giovanni Gaetano del Muscio, Sch. P. † (29 ottobre 1804 - dicembre 1807 deceduto)
  - Sede vacante (1807-1818)

### Vescovi di Vieste
- Alfano † (circa 994 - dopo il 1035)[10]
- Marando (o Maraldo) † (prima del 1158 - circa 1168/1169 deposto)[39]
- Simeone † (menzionato nel 1179)[40]
- Anonimo † (prima del 1195 - 1198 deposto)[40]
- Anonimo † (menzionato nel dicembre 1199)[40]
- Anonimo † (menzionato nel 1224)[40]
- Pietro † (menzionato nel 1225 circa)[40]
- Teoduino † (menzionato nel 1227)[40][41]
- Giovanni † (prima del 1274 - dopo il 1275)[40]
- Angelo † (prima di maggio 1291 - 1302 deceduto)
  - Gabriele, O.S.B. † (1303 - 1303 deceduto o dimesso) (vescovo eletto)
- Giovanni, O.E.S.A. † (17 febbraio 1304 - ?)
- Elia Seguini, O.P. † (27 ottobre 1343 - 1349 deceduto)
- Nicola, O.F.M. † (17 giugno 1349 - ? deceduto)
- Cristoforo † (17 novembre 1361 - ? deceduto)
- Rainaldo di Monte Sant'Angelo, O.F.M. † (9 giugno 1371 - ? deceduto)
- Zamparino † (circa 1385 - 1387 dimesso)
  - Guglielmo Simonelli † (17 agosto 1387 - 12 febbraio 1420 nominato vescovo di Orange) (antivescovo)
- Antonio † (13 luglio 1387 - 24 marzo 1390 nominato vescovo di Ruvo)
- Zamparino † (13 aprile 1390 - 1403 deceduto) (per la seconda volta)
- Lorenzo de Gilotto † (30 luglio 1403 - 29 settembre 1405 nominato vescovo di Pozzuoli)
- Francesco † (29 settembre 1405 - ?)
- Giovanni di Ruvo † (12 febbraio 1420 - ? deceduto)
- Benedetto Bernardo, O.P. † (18 settembre 1477 - 1495 deceduto)
- Carlo Bocconi † (23 ottobre 1495 - 1505 deceduto)
- Latino Pio † (5 dicembre 1505 - 1514 deceduto)
- Giovanni Francesco Salvino † (4 agosto 1514 - febbraio 1516 deceduto)
- Girolamo Magnani, O.F.M. † (26 febbraio 1518 - 1527 deceduto)
- Ludovico Buono † (18 febbraio 1527 - 1528 deceduto)
- Leonardo Buonafede, O.S.B. † (24 gennaio 1528 - 24 maggio 1529 nominato vescovo di Cortona)
- Alfonso Carillo † (3 agosto 1530 - 1547 deceduto)
- Pellegrino Fabi † (1º luglio 1547 - 14 settembre 1551 deceduto)
- Giulio Pavesi, O.P. † (2 ottobre 1555 - 20 luglio 1558 nominato arcivescovo di Sorrento)
- Ugo Boncompagni † (20 luglio 1558 - 1565 dimesso, poi eletto papa con il nome di Gregorio XIII)
- Antonio Ganguzia † (20 ottobre 1565 - 8 marzo 1574 deceduto)
- Anselmo Olivieri, O.F.M. † (20 marzo 1574 - ?)
- José Esteve Juan  † (17 marzo 1586 - 1589 dimesso[42])
- Tommaso Malatesta, O.P. † (17 luglio 1589 - 1589 deceduto)
- Maschio Ferracuti † (25 ottobre 1589 - 14 luglio 1613 deceduto)
- Muzio Vitali † (13 novembre 1613 - 1615 deceduto)
- Paolo Palumbo, C.R. † (18 maggio 1615 - 17 aprile 1617 nominato vescovo di Cassano)
- Ambrogio Palumbo, O.P. † (12 febbraio 1618 - 1641 deceduto)
- Paolo Ciera, O.S.A. † (13 gennaio 1642 - 27 maggio 1644 dimesso)
- Giacomo Accarisi † (17 ottobre 1644 - 11 maggio 1653 deceduto)
- Giovanni Mastelloni † (19 ottobre 1654 - 28 luglio 1668 deceduto)
- Raimondo de Pozzo † (10 novembre 1668 - 30 ottobre 1694 deceduto)
- Andrea Tontoli † (7 febbraio 1695 - 21 ottobre 1696 deceduto)
- Francesco Antonio Volturale † (14 gennaio 1697 - 18 ottobre 1697 deceduto)
- Lorenzo Kreutter de Corvinis, O.S.B.Silv. † (20 novembre 1697 - 14 luglio 1701 deceduto)
- Giovanni Antonio Ruggeri † (14 maggio 1703 - 8 ottobre 1704 deceduto)
- Camillo Caravita † (15 dicembre 1704 - 24 settembre 1713 deceduto)
  - Sede vacante (1713-1718)
- Giuseppe Grisconi, Sch.P. † (24 gennaio 1718 - 16 settembre 1719 deceduto)
- Marcantonio de Marco † (15 aprile 1720 - 21 marzo 1725 nominato arcivescovo di Manfredonia)
- Nicola Preti Castriota † (18 aprile 1725 - 1º dicembre 1748 dimesso)
- Nicola Cimaglia, O.S.B.Coel. † (16 dicembre 1748 - 27 maggio 1764 deceduto)
- Giuseppe Maruca † (20 agosto 1764 - 27 dicembre 1784 deceduto)
  - Sede vacante (1784-1792)
- Domenico Arcaroli † (26 marzo 1792 - 10 novembre 1817 dimesso[43])
  - Sede amministrata dagli arcivescovi di Manfredonia (1818-1986)

### Arcivescovi di Manfredonia e amministratori apostolici di Vieste
- Eustachio Dentice, C.R. † (6 aprile 1818 - 1830 deceduto)
- Vitangelo Salvemini † (2 luglio 1832 - 13 maggio 1854 deceduto)
- Vincenzo Taglialatela † (23 giugno 1854 - 7 dicembre 1879 dimesso[44])
- Beniamino Feuli † (27 febbraio 1880 - 19 gennaio 1884 deceduto)
- Federico Pizza † (24 marzo 1884 - 19 aprile 1897 dimesso[45])
- Pasquale Gagliardi † (19 aprile 1897 - 1º ottobre 1929 dimesso[46])
  - Alessandro Macchi † (1929 - 1931) (amministratore apostolico)
- Andrea Cesarano † (30 giugno 1931 - 20 dicembre 1969 deceduto)
  - Antonio Cunial † (1967 - 1970) (amministratore apostolico sede plena)
- Valentino Vailati † (25 maggio 1970 - 30 settembre 1986 nominato arcivescovo di Manfredonia-Vieste)

### Arcivescovi di Manfredonia-Vieste
- Valentino Vailati † (30 settembre 1986 - 2 giugno 1990 ritirato)
- Vincenzo D'Addario † (2 giugno 1990 - 24 agosto 2002 nominato arcivescovo, titolo personale, di Teramo-Atri)

### Arcivescovi di Manfredonia-Vieste-San Giovanni Rotondo
- Domenico Umberto D'Ambrosio (8 marzo 2003 - 16 aprile 2009 nominato arcivescovo di Lecce)
- Michele Castoro † (15 luglio 2009 - 5 maggio 2018 deceduto)[47]
- Franco Moscone, C.R.S., dal 3 novembre 2018

## Statistiche
L'arcidiocesi nel 2023 su una popolazione di 145 137 persone contava 144 647 battezzati, corrispondenti al 99,7% del totale.
| anno | popolazione | popolazione | popolazione | presbiteri | presbiteri | presbiteri | presbiteri                | diaconi | religiosi | religiosi | parrocchie |
| anno | battezzati  | totale      | %           | numero     | secolari   | regolari   | battezzati per presbitero | diaconi | uomini    | donne     | parrocchie |
| ---- | ----------- | ----------- | ----------- | ---------- | ---------- | ---------- | ------------------------- | ------- | --------- | --------- | ---------- |
| 1950 | 111 903     | 112 040     | 99,9        | 93         | 76         | 17         | 1 203                     |         | 24        | 56        | 16         |
| 1970 | 142 000     | 143 000     | 99,3        | 123        | 77         | 46         | 1 154                     |         | 56        | 205       | 44         |
| 1980 | 148 000     | 152 000     | 97,4        | 122        | 74         | 48         | 1 213                     |         | 55        | 168       | 49         |
| 1990 | 148 750     | 157 700     | 94,3        | 129        | 79         | 50         | 1 153                     |         | 57        | 193       | 46         |
| 1999 | 153 700     | 156 788     | 98,0        | 129        | 70         | 59         | 1 191                     |         | 69        | 209       | 47         |
| 2000 | 153 600     | 156 642     | 98,1        | 122        | 71         | 51         | 1 259                     |         | 62        | 224       | 48         |
| 2001 | 153 300     | 156 450     | 98,0        | 122        | 72         | 50         | 1 256                     |         | 58        | 206       | 48         |
| 2002 | 152 400     | 154 413     | 98,7        | 131        | 74         | 57         | 1 163                     | 2       | 63        | 215       | 49         |
| 2003 | 153 200     | 155 216     | 98,7        | 133        | 72         | 61         | 1 151                     | 2       | 65        | 206       | 49         |
| 2004 | 152 800     | 154 906     | 98,6        | 126        | 72         | 54         | 1 212                     | 2       | 61        | 199       | 49         |
| 2013 | 151 850     | 154 283     | 98,4        | 129        | 75         | 54         | 1 177                     | 3       | 61        | 195       | 51         |
| 2016 | 151 209     | 152 559     | 99,1        | 122        | 74         | 48         | 1 239                     | 4       | 53        | 192       | 51         |
| 2019 | 150 600     | 151 446     | 99,4        | 122        | 71         | 51         | 1 234                     | 4       | 61        | 161       | 51         |
| 2021 | 147 515     | 148 615     | 99,3        | 119        | 69         | 50         | 1 239                     | 3       | 59        | 148       | 50         |
| 2023 | 144 647     | 145 137     | 99,7        | 121        | 74         | 47         | 1 195                     | 5       | 57        | 138       | 50         |

### Per Siponto e Manfredonia
- Pompeo Sarnelli, Cronologia de' vescovi et arcivescovi sipontini, Manfredonia, 1680
- (LA)  Ferdinando Ughelli, Italia sacra, vol. VII, seconda edizione, Venezia, 1721, coll. 809-865
- Vincenzio d'Avino, Cenni storici sulle Chiese arcivescovili, vescovili e prelatizie (nullius) del Regno delle Due Sicilie, Napoli, 1848, pp. 308–311
- Giuseppe Cappelletti, Le Chiese d'Italia dalla loro origine sino ai nostri giorni, Venezia, 1858, vol. XX, pp. 577–594
- Francesco Lanzoni, Le diocesi d'Italia dalle origini al principio del secolo VII (an. 604), vol. I, Faenza, 1927, pp. 277–284
- (DE)  Hans-Walter Klewitz, Zur Geschichte der Bistumsorganisation Campaniens und Apuliens im 10. und 11. Jahrhundert, in Quellen und Forschungen aus italienischen Archiven und Bibliotheken, XXIV (1932-33), pp. 54–55
- (LA)  Paul Fridolin Kehr, Italia Pontificia, vol. IX, Berolini, 1962, pp. 230–267
- (DE)  Norbert Kamp, Kirche und Monarchie im staufischen Königreich Sizilien, vol. 2, Prosopographische Grundlegung: Bistümer und Bischöfe des Königreichs 1194 - 1266; Apulien und Kalabrien, München, 1975, pp. 530–540
- Giorgio Otranto, L'episcopato dauno nei primi sei secoli, Atti del 4º Convegno Nazionale sulla Preistoria-Protostoria-Storia della Daunia, San Severo, 1985, pp. 149–151
- Mario Spedicato, Vescovi e riforma cattolica a Manfredonia nel periodo post-tridentino (secc. XVII-XVIII), Atti del 14º Convegno Nazionale sulla Preistoria-Protostoria-Storia della Daunia, San Severo, 1996, pp. 181–218
- (LA)  Pius Bonifacius Gams, Series episcoporum Ecclesiae Catholicae, Graz, 1957, pp. 924–925
- (LA)  Konrad Eubel, Hierarchia Catholica Medii Aevi, vol. 1, p. 453; vol. 2, p. 238; vol. 3, pp. 300–301; vol. 4, pp. 328–329; vol. 5, p. 358; vol. 6, p. 381

### Per Vieste
- (LA)  Ferdinando Ughelli, Italia sacra, vol. VII, seconda edizione, Venezia, 1721, coll. 865-878
- Vincenzo Giuliani, Memorie storiche, politiche, ecclesiastiche della città di Vieste, Napoli, 1768
- Vincenzio d'Avino, Cenni storici sulle Chiese arcivescovili, vescovili e prelatizie (nullius) del Regno delle Due Sicilie, Napoli, 1848, p. 747
- Giuseppe Cappelletti, Le Chiese d'Italia dalla loro origine sino ai nostri giorni, Venezia, 1858, vol. XX, pp. 595–600
- (LA)  Paul Fridolin Kehr, Italia Pontificia, vol. IX, Berolini, 1962, pp. 268–270
- (DE)  Norbert Kamp, Kirche und Monarchie im staufischen Königreich Sizilien, vol. 2, Prosopographische Grundlegung: Bistümer und Bischöfe des Königreichs 1194 - 1266; Apulien und Kalabrien, München, 1975, pp. 541–542
- (LA)  Pius Bonifacius Gams, Series episcoporum Ecclesiae Catholicae, Graz, 1957, pp. 941–942
- (LA)  Konrad Eubel, Hierarchia Catholica Medii Aevi, vol. 1, p. 524; vol. 2, p. 266; vol. 3, p. 332; vol. 4, p. 366; vol. 5, p. 412; vol. 6, p. 439